# آلفرد سوترو
آلفرد سوترو (انگلیسی: Alfred Sutro; ۷ اوت ۱۸۶۳ – ۱ ژانویهٔ ۱۹۳۳) یک نمایش‌نامه‌نویس اهل بریتانیا بود.